# Vireo cassinii
A Vireo cassinii a madarak osztályának verébalakúak (Passeriformes) rendjébe és a lombgébicsfélék (Vireonidae) családja tartozó faj.

## Rendszerezése
A fajt Xántus János (Xantus de Vesey) magyar természettudós írta le 1858-ban.
Tudományos faji nevét John Cassin amerikai ornitológus tiszteletére kapta.

## Alfajai
- Vireo cassinii cassinii Xantus de Vesey, 1858
- Vireo cassinii lucasanus Brewster, 1891[2]

## Előfordulása
Kanada és az Amerikai Egyesült Államok nyugati részén fészkel, telelni délre vonul, eljut Mexikó és Guatemala területére. A természetes élőhelye tűlevelű erdők,  mérsékel övi erdők, szubtrópusi és trópusi száraz erdők, valamint síkvidéki- és hegyi esőerdők.

## Megjelenése
Testhossza 13,5-14 centiméter, testtömege 10-20,6 gramm.

## Életmódja
Főleg rovarokkal táplálkozik.

## Természetvédelmi helyzete
Nagy az elterjedési területe, egyedszáma növekedő. A Természetvédelmi Világszövetség Vörös listáján nem fenyegetett fajként szerepel.

## Külső hivatkozások
- Képek az interneten a fajról
- Xeno-canto